# Armenia en los Juegos Olímpicos de Turín 2006
Armenia estuvo representada en los Juegos Olímpicos de Turín 2006 por cinco deportistas, cuatro hombres y una mujer, que compitieron en tres deportes.
El portador de la bandera en la ceremonia de apertura fue el patinador artístico Vazgen Azroyan. El equipo olímpico armenio no obtuvo ninguna medalla en estos Juegos.